# الدرپوینت (کالیفرنیا)
الدرپوینت، کالیفرنیا (به انگلیسی: Alderpoint, California) یک منطقهٔ مسکونی در ایالات متحده آمریکا است که در کالیفرنیا واقع شده‌است.

## خصوصیات
الدرپوینت ۶٫۲۹۱ کیلومترمربع مساحت و ۱۸۶ نفر جمعیت دارد و ۱۴۴ متر بالاتر از سطح دریا واقع شده‌است.

## تاریخچه
شهریت الدرپوینت از سال ۱۹۱۰ به منظور ساخت خط آهن شمال غرب آغاز شد. اولین اداره پست در این شهر در سال ۱۹۱۱ تاسیس شد.

## وضعیت آب و هوایی
| داده‌های اقلیم Alderpoint | داده‌های اقلیم Alderpoint | داده‌های اقلیم Alderpoint | داده‌های اقلیم Alderpoint | داده‌های اقلیم Alderpoint | داده‌های اقلیم Alderpoint | داده‌های اقلیم Alderpoint | داده‌های اقلیم Alderpoint | داده‌های اقلیم Alderpoint | داده‌های اقلیم Alderpoint | داده‌های اقلیم Alderpoint | داده‌های اقلیم Alderpoint | داده‌های اقلیم Alderpoint | داده‌های اقلیم Alderpoint |
| ماه                      | ژانویه                   | فوریه                    | مارس                     | آوریل                    | مه                       | ژوئن                     | ژوئیه                    | اوت                      | سپتامبر                  | اکتبر                    | نوامبر                   | دسامبر                   | سال                      |
| ------------------------ | ------------------------ | ------------------------ | ------------------------ | ------------------------ | ------------------------ | ------------------------ | ------------------------ | ------------------------ | ------------------------ | ------------------------ | ------------------------ | ------------------------ | ------------------------ |
| میانگین بیش‌ترین °C (°F)  | ۵۳٫۶ (۱۲)                | ۵۹٫۱ (۱۵)                | ۶۲٫۳ (۱۷)                | ۶۸٫۲ (۲۰)                | ۷۴٫۴ (۲۴)                | ۸۱٫۴ (۲۷)                | ۹۰٫۹ (۳۳)                | ۹۰٫۳ (۳۲)                | ۸۶٫۷ (۳۰)                | ۷۴٫۸ (۲۴)                | ۶۱٫۳ (۱۶)                | ۵۳٫۷ (۱۲)                | ۷۱٫۳۹ (۲۱٫۸)             |
| میانگین کم‌ترین °C (°F)   | ۳۵٫۴ (۲)                 | ۳۷٫۹ (۳)                 | ۳۸٫۸ (۴)                 | ۴۱٫۲ (۵)                 | ۴۵٫۴ (۷)                 | ۴۹٫۴ (۱۰)                | ۵۲٫۴ (۱۱)                | ۵۲٫۲ (۱۱)                | ۴۸٫۶ (۹)                 | ۴۴ (۷)                   | ۴۰٫۵ (۵)                 | ۳۶٫۳ (۲)                 | ۴۳٫۵۱ (۶٫۳)              |
| بارندگی میلی‌متر (اینچ)   | ۱۰٫۶ (۲۷۰)               | ۷٫۸ (۲۰۰)                | ۵٫۸ (۱۵۰)                | ۳٫۲ (۸۰)                 | ۱٫۶ (۴۰)                 | ۰٫۵ (۱۰)                 | ۰ (۰)                    | ۰٫۴ (۱۰)                 | ۰٫۸ (۲۰)                 | ۳٫۶ (۹۰)                 | ۷٫۳ (۱۹۰)                | ۹٫۴ (۲۴۰)                | ۵۱ (۱٬۳۰۰)               |
| منبع: Weatherbase        |                          |                          |                          |                          |                          |                          |                          |                          |                          |                          |                          |                          |                          |